# The Prince of Tides
The Prince of Tides is een drama film uit 1991 geregisseerd door Barbra Streisand. De hoofdrollen werden gespeeld door Barbra Streisand en Nick Nolte. De film is gebaseerd op een roman van Pat Conroy uit 1986.
De film werd genomineerd voor zeven Oscars, waaronder de Oscar voor Beste Film. De film wist uiteindelijk geen enkele nominatie te verzilveren. Nick Nolte wist een Golden Globe te winnen voor zijn rol in de fim.

## Rolverdeling
| Acteur           | Personage            |
| ---------------- | -------------------- |
| Nick Nolte       | Tom Wingo            |
| Barbra Streisand | Dr. Susan Lowenstein |
| Blythe Danner    | Sally Wingo          |
| Kate Nelligan    | Lila Wingo Newbury   |
| Melinda Dillon   | Savannah Wingo       |
| Jeroen Krabbé    | Herbert Woodruff     |
| George Carlin    | Eddie Detreville     |
| Jason Gould      | Bernard Woodruff     |
| Brad Sullivan    | Henry Wingo          |

## Prijzen en nominaties
| Jaar | Prijs                       | Categorie                    | Genomineerde(n) | Uitslag     |
| ---- | --------------------------- | ---------------------------- | --------------- | ----------- |
| 1992 | Academy Awards              | Beste film                   | Beste film      | Genomineerd |
| 1992 | Beste acteur                | Nick Nolte                   | Genomineerd     |             |
| 1992 | Beste actrice in een bijrol | Kate Nelligan                | Genomineerd     |             |
| 1992 | Beste bewerkte scenario     | Becky Johnston en Pat Conroy | Genomineerd     |             |
| 1992 | Beste camerawerk            | Stephen Goldblatt            | Genomineerd     |             |
| 1992 | Beste originele muziek      | James Newton Howard          | Genomineerd     |             |
| 1992 | Beste productieontwerp      | Paul Sylbert en Caryl Heller | Genomineerd     |             |